# Кошијев низ
Кошијев низ је низ чији су узастопни елементи произвољно близу један другом за довољно велике индексе елемената.

## Кошијев низ у скупу реалних бројева
Низ реалних бројева,  назива се Кошијевим, ако за произвољно мало {\displaystyle \epsilon } може да се нађе индекс  за који је апсолутна разлика било која два елемента низа са индексом већим од њега мања од {\displaystyle \epsilon }. Симболичким језиком писано, низ реалних бројева () је Кошијев, ако:
{\displaystyle (\forall \epsilon >0)(\exists n_{0}\in \mathbb {N} )(\forall m,n\in \mathbb {N} )(m,n>n_{0}\Rightarrow |x_{m}-x_{n}|<\epsilon )}.

## Кошијев низ у метричким просторима
У метричком простору M, са метриком d, низ елемената скупа M је Кошијев, ако за произвољно мало {\displaystyle \epsilon } може да се нађе индекс  за који је удаљеност било која два елемента низа са индексом већим од њега мања од {\displaystyle \epsilon }. Симболичким језиком писано, низ елемената () метричког простора је Кошијев, ако:
{\displaystyle (\forall \epsilon >0)(\exists n_{0}\in \mathbb {N} )(\forall m,n\in \mathbb {N} )(m,n>n_{0}\Rightarrow d(x_{m},x_{n})<\epsilon )}.
Кошијев низ у метричким просторима могао би се дефинисати и на сљедећи начин: Низ  је Кошијев ако удаљеност елемената  и  тежи нули кад мањи од индекса m и n тежи бесконачности. Симболичким језиком написано, низ елемената метричког простора је Кошијев, ако:
{\displaystyle \lim _{min(m,n)\rightarrow \infty }d(x_{m},x_{n})=0}.

## Особине
За Кошијеве низове, и у скупу реалних бројева, и у произвољним метричким просторима, важе сљедеће особине:
1. Сваки конвергентан низ је Кошијев
2. Сваки Кошијев низ је ограничен
3. Ако Кошијев низ има конвергентан подниз, он је и сам конвергентан.

Обратно тврђење од тврђења 1, међутим, не мора увијек да важи. У скупу реалних бројева оно заиста важи, што се доказује посебном теоремом, али не и у произвољном метричком простору.

### Комплетност
За оне метричке просторе за које је тачно да је сваки Кошијев низ конвергентан, каже се да су комплетни. Један примјер комплетних метричких простора је управо горепоменути скуп реалних бројева, дефинисан стандардном метриком {\displaystyle d(x,y)=|x-y|}.